# Emer Costello

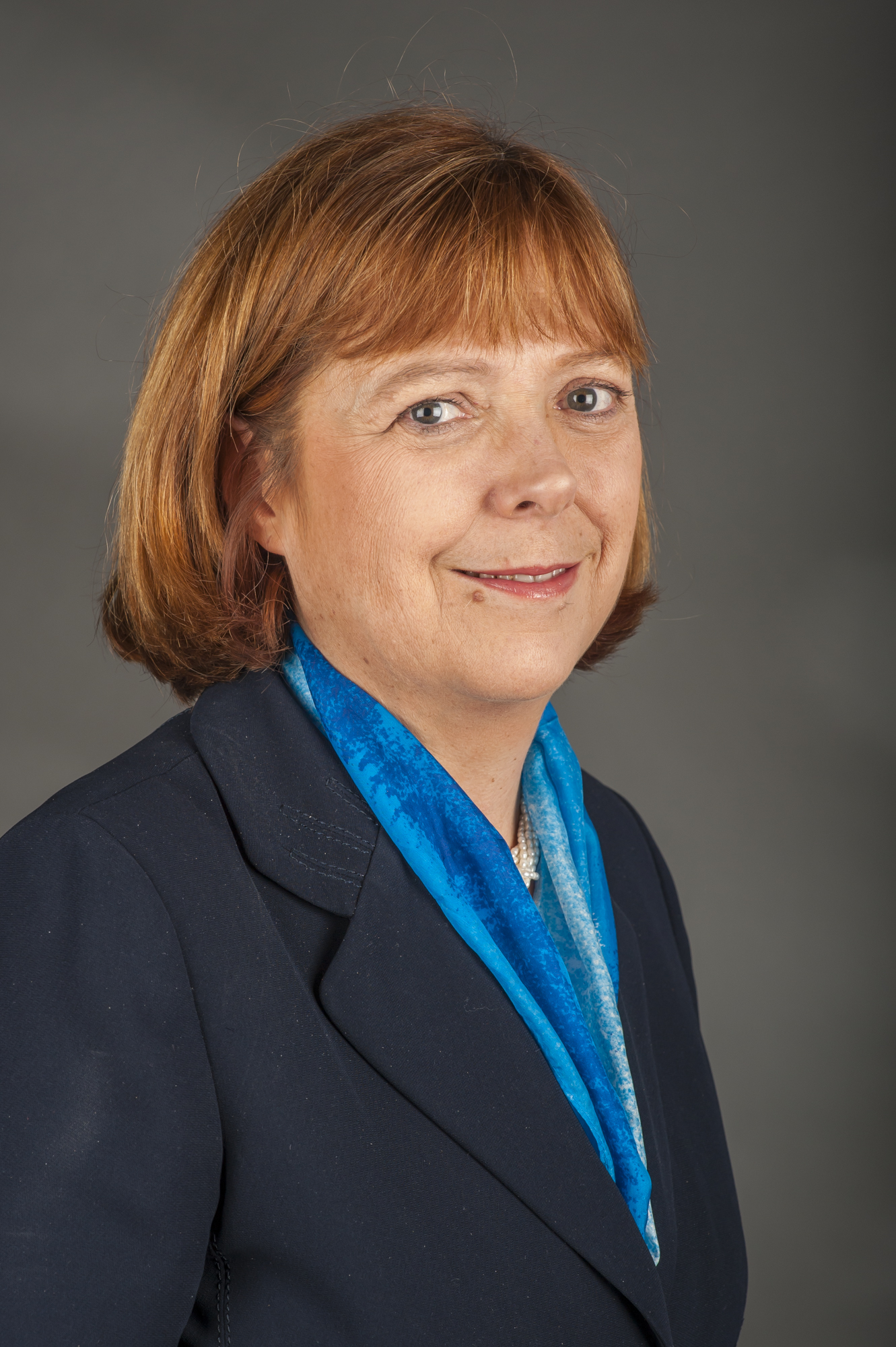
Emer Costello (2014)

Emer Costello (* 3. September 1962 als Emer Malone in Drogheda) ist eine irische Politikerin der Irish Labour Party. Sie war von Juni 2009 bis Juni 2010 die Oberbürgermeisterin von Dublin (Lord Mayor of Dublin) und von 2012 bis 2014 Mitglied des Europäischen Parlaments.

## Leben
Costello besuchte das Dundalk Institute of Technology sowie das University College Dublin. In letzterem erhielt sie ihren Bachelor of Arts sowie ein Higher Diplom in Education. Die aus Blackrock, Dundalk, County Louth stammende Costello zog am 1. Mai 1980 nach Dublin, um dort im Hauptpostamt des staatlichen Postunternehmens An Post zu arbeiten.
Im Jahr 2003 wurde sie in einer Nachwahl in den Stadtrat von Dublin gewählt, um den vakanten Sitz ihres Ehemannes, Joe Costello, neu zu besetzen. Dieser hatte sein dortiges Mandat niedergelegt, um ein duales Mandat neben seiner Abgeordnetentätigkeit zu vermeiden. 2004 sowie 2009 wurde Emer Costello im Amt bestätigt. Nachdem sie von Juni 2008 bis Juni 2009 Vizeoberbürgermeisterin von Dublin war, wurde sie im Juni 2009 zur Oberbürgermeisterin der Stadt gewählt. Zu ihrem Nachfolger in diesem Amt wurde am 28. Juni 2010 Gerry Breen (Fine Gael) bestimmt.
Im Februar 2012 rückte sie für ihren Parteikollegen Proinsias De Rossa in das Europäische Parlament nach. Ihren vakanten Sitz im Stadtrat besetzte April 2012 ihr Parteikollege Padraig McLoughlin.
Nach der Europawahl 2014 schied sie aus dem Parlament aus.

## EU-Parlamentarierin
Costello ist Vorsitzende in der Delegation für die Beziehungen zum Palästinensischen Legislativrat sowie Mitglied im Ausschuss für Beschäftigung und soziale Angelegenheiten und in der Konferenz der Delegationsvorsitze. Als Stellvertreterin ist Costello im Entwicklungsausschuss, im Sonderausschuss gegen organisiertes Verbrechen, Korruption und Geldwäsche sowie in der Delegation in der Parlamentarischen Versammlung der Union für den Mittelmeerraum.